# سرددو
سرددو (به اسپانیایی: Cerdedo) یک شهرستان در اسپانیا است.

## خصوصیات
سرددو ۷۹٫۸ کیلومترمربع مساحت دارد.